# Bel Raggio
Bel Raggio. Rossini Arias – album polskiej sopranistki Aleksandry Kurzak, z ariami Gioacchino Rossiniego. Został wydany w 2013 roku przez brytyjską firmę fonograficzną Decca. Śpiewaczce towarzyszy orkiestra Sinfonia Varsovia, którą dyryguje Pier Giorgio Morandi. W dwóch nagraniach artystce towarzyszy bas-baryton Artur Ruciński. Album wydano w formatach CD i digital download. W Polsce płyta ukazała się w 2 wersjach: międzynarodowej i polskiej.

## Wykonawcy
- Aleksandra Kurzak – sopran
- Artur Ruciński – bas-baryton: fragment nr 6 (Figaro), nr 9 (Poeta)
- Sinfonia Varsovia – orkiestra towarzysząca
- Pier Giorgio Morandi – dyrygent

## Lista utworów[2]
| Nr | Tytuł | Długość |
| -- | --- | ------- |
| 1. | (Semiramide / Act 1) "Bel raggio lusinghier" | 7:25    |
| 2. | (William Tell / Act 2) "S'allontanano alfin!....Selva opaca" | 8:34    |
| 3. | (Tancredi [Ed. Philip Gossett] / Act 2) "Gran Dio! Deh, tu proteggi il mio prode campion... Giusto Dio che umile adoro"                                                            | 8:23    |
| 4. | (Matilde di Shabran [Critical Edition by Jürgen Selk] / Act 2) "Ami alfine? E chi non ama?...Tace la tromba altera"                                                                | 8:30    |
| 5. | (Le siège de Corinthe / Act 3) "L'ora fatal s'appressa...Giusto ciel" | 5:43    |
| 6. | (Il barbiere di Siviglia / Act 1) "No.7 Duetto: "Dunque io son... tu non m'inganni?"" (razem z barytonem Arturem Rucińskim)                                                        | 5:12    |
| 7. | (Sigismondo [Edited Paolo Pinamonti]) "O tranquillo soggiorno...Ogetto amabile" | 8:49    |
| 8. | (Elisabetta, Regina d'Inghilterra [Ed. V. Borghetti] / Act 1) "Sento un'interna voce"                                                                                              | 6:02    |
| 9. | (Il Turco in Italia [Critical Edition: Margaret Bent] / Act 2) "I vostri cenci vi mando... Squallida veste, e bruna Caro padre, madre amata" (razem z barytonem Arturem Rucińskim) | 9:42    |